# Miguel Ángel Sanz Bocos

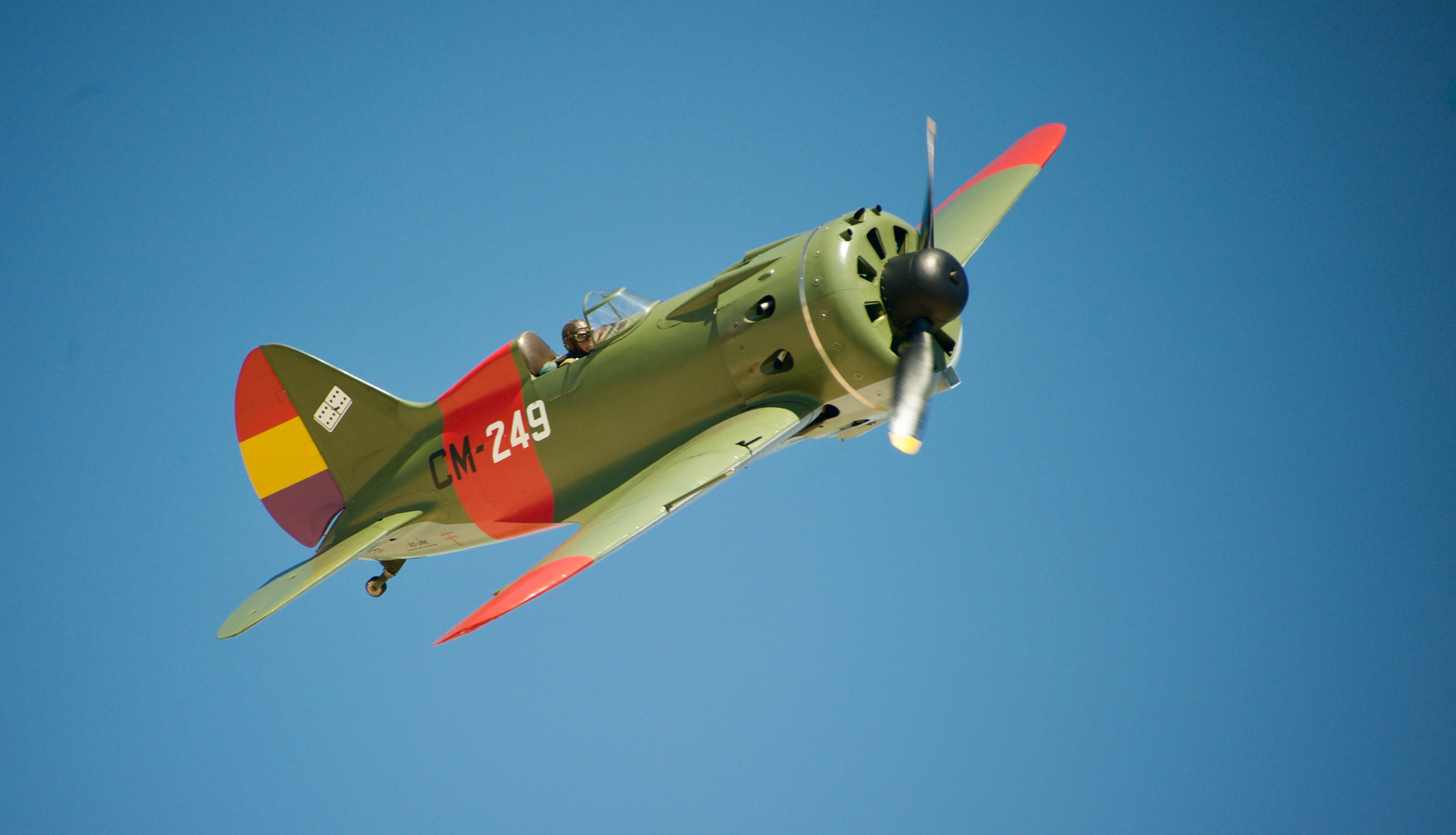
Polikarpov I-16 recuperado de las inmediaciones del lago Kokkoyarvi en 1992. Fue piloteado por José María Bravo. Es propiedad de la Fundación Infante de Orleans desde 2005.

Miguel Ángel Sanz Bocos, también conocido como el Vallecas (Arganda del Rey, Comunidad de Madrid; 5 de julio de 1918-Marbella, Andalucía; 13 de agosto de 2018), fue piloto de caza de la República durante la guerra civil española, resultando, en el momento de su muerte, a los 100 años de edad, el último piloto de ambos bandos de esta contienda con vida.

## Biografía
Sanz Bocos nació en Arganda del Rey, Comunidad de Madrid, el 5 de julio de 1918, al cuidado de su padre, Marcelo Sanz, quien era parte de una familia de ferreteros renombrados en Vallecas.
Al comienzos de la guerra civil española en 1936, a sus 18 años de edad, Sanz Bocos se enlista en el ejército republicano, en la unidad Antigás, comenzando en el frente de Villanueva del Pardillo, para más tarde ser destinado al frente de Talavera. Formó parte de un grupo enviado a la escuela de pilotos en Kirovabad, Azerbaiyán, donde fue elegido para convertirse en piloto de los Polikarpov I-16.
Luego de la guerra, en febrero de 1940 se le ordenó a Sanz Bocos tomar tierra en Toulouse, junto a su unidad, dirigiéndose al Pirineo francés en donde los esperaban agentes y guardias móviles de Francia. Ahí aguardaron en condiciones poco satisfatorias, lo que causó en poco tiempo que la mayoría de su unidad comenzara a fallecer por disentería, inanición e hipotermia; posteriormente fueron trasladados a la estación de Oloron-Sainte-Marie, en el campo de concentración de Gurs.
En 1981, publicó su primer libro titulado Luchando en tierras de Francia: la participación de los españoles en la Resistencia en donde expresaba sus experiencias vividas. Y, en el año 2000, publicó su segundo libro titulado Memorias de un chico de Vallecas: piloto de caza de la República.
El 13 de agosto de 2018, falleció a los 100 años de edad en Marbella, Málaga.